# Analysis (Zeitschrift)
Analysis ist eine namhafte, englischsprachige philosophische Fachzeitschrift, die hauptsächlich sehr kurze Beiträge veröffentlicht (das heißt Beiträge von weniger als 4000 Wörtern). Ziel ist die rasche Veröffentlichung neuer philosophischer Erkenntnisse. In der Regel erhalten Autoren innerhalb von acht Wochen den Publikationsentscheid. Von den im Jahre 2005 ca. 600 eingesandten Artikeln sind 60 veröffentlicht worden. Herausgeber sind Stacie Friend, David Liggins, Lee Walters (2023).